# Lampadioteuthis megaleia
Lampadioteuthis megaleia är en bläckfiskart som beskrevs av Berry 1916. Lampadioteuthis megaleia ingår i släktet Lampadioteuthis och familjen Lycoteuthidae. Inga underarter finns listade i Catalogue of Life.

## Bildgalleri

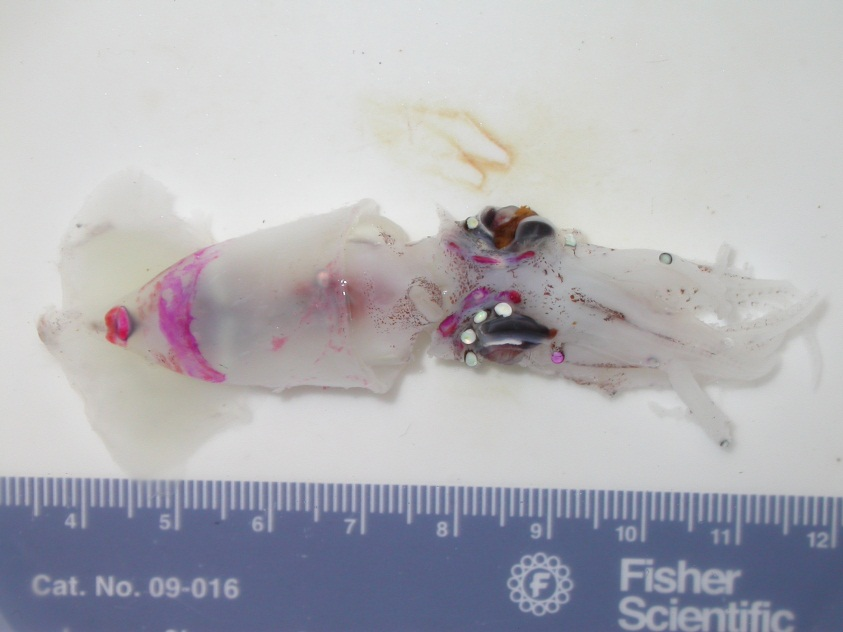